# Pimpinella henryi
Pimpinella henryi är en flockblommig växtart som beskrevs av Friedrich Ludwig Diels. Pimpinella henryi ingår i släktet bockrötter, och familjen flockblommiga växter. Inga underarter finns listade i Catalogue of Life.